# Kangigutsak Island
Kangigutsak Island är en ö i Kanada.   Den ligger i territoriet Nunavut, i den östra delen av landet, 2 300 km norr om huvudstaden Ottawa. Arean är 7,3 kvadratkilometer.
Terrängen på Kangigutsak Island är platt. Öns högsta punkt är 148 meter över havet. Den sträcker sig 5,6 kilometer i nord-sydlig riktning, och 2,6 kilometer i öst-västlig riktning.